# Chitonomyces melanurus
Chitonomyces melanurus Peyr. – gatunek grzybów z rzędu owadorostowców (Laboulbeniales). Pasożyt owadów.

## Systematyka i nazewnictwo
Pozycja w klasyfikacji według Index Fungorum: Chitonomyces, Laboulbeniaceae, Laboulbeniales, Laboulbeniomycetidae, Laboulbeniomycetes, Pezizomycotina, Ascomycota, Fungi.
Gatunek ten po raz pierwszy opisał w 1873 r. Johann Joseph Peyritsch.

## Charakterystyka
Grzyb entomopatogeniczny, pasożyt zewnętrzny owadów. Nie powoduje śmierci owada i zazwyczaj wyrządza mu niewielkie szkody. W Polsce Tomasz Majewski w roku 1994 opisał jego występowanie na chrząszczch Laccophilus hyalinus i Laccophilus minutus z rodziny pływakowatych (Dytiscidae). 